# 新米科拉伊夫卡 (洛佐瓦區)
48°43′13″N 36°30′4″E / 48.72028°N 36.50111°E
新米科拉伊夫卡（烏克蘭語：Новомиколаївка）是位於烏克蘭東部的村莊，由哈爾科夫州洛佐瓦區的布利茲紐基市鎮負責管轄。該村始建於1890年，面積0.39平方公里，海拔高度167米，2001年人口89，人口密度每平方公里228.2人。